# Soboszów
Soboszów – wieś w Polsce położona w województwie świętokrzyskim, w powiecie kazimierskim, w gminie Czarnocin.
| SIMC    | Nazwa     | Rodzaj    |
| ------- | --------- | --------- |
| 0236091 | Gościniec | część wsi |
| 0236100 | Zawada    | część wsi |

Wieś w powiecie wiślickim województwa sandomierskiego była w latach 70. XVI wieku własnością kasztelana żarnowskiego Jana Sienieńskiego. Na początku XX wieku właścicielami Soboszowa byli Wilhelm i Anna Szymańscy. W latach 1975–1998 miejscowość administracyjnie należała do województwa kieleckiego.